# Teatrul lui Marcellus
Teatrul lui Marcellus (în latină Theatrum Marcelli, în italiană Teatro di Marcello) este un monument antic roman construit de Împăratul roman Augustus și dedicat nepotului și ginerelui său, Marcus Claudius Marcellus, de unde îi vine și numele.